# Fritz Preissler
Fritz Preissler (1908-1948) fue un deportista checoslovaco que compitió en luge en las modalidades individual y doble. Ganó cuatro medallas en el Campeonato Europeo de Luge entre los años 1928 y 1939.

## Palmarés internacional
| Campeonato Europeo | Campeonato Europeo      | Campeonato Europeo | Campeonato Europeo |
| Año                | Lugar                   | Medalla            | Prueba             |
| ------------------ | ----------------------- | ------------------ | ------------------ |
| 1928               | Schreiberhau (Alemania) | Medalla de oro     | Individual         |
| 1929               | Semmering (Austria)     | Medalla de oro     | Individual         |
| 1929               | Semmering (Austria)     | Medalla de plata   | Doble              |
| 1939               | Reichenberg (Alemania)  | Medalla de oro     | Individual         |